# Argyrogrammana occidentalis
Argyrogrammana occidentalis är en fjärilsart som beskrevs av Frederick DuCane Godman och Osbert Salvin 1886. Argyrogrammana occidentalis ingår i släktet Argyrogrammana och familjen Riodinidae. Inga underarter finns listade i Catalogue of Life.